# Zaimaris Calderón
Zaimaris Calderón (17 de julio de 1980) es una deportista cubana que compitió en judo. Ganó dos medallas en el Campeonato Panamericano de Judo en los años 1997 y 2001.

## Palmarés internacional
| Campeonato Panamericano | Campeonato Panamericano | Campeonato Panamericano | Campeonato Panamericano |
| Año                     | Lugar                   | Medalla                 | Categoría               |
| ----------------------- | ----------------------- | ----------------------- | ----------------------- |
| 1997                    | Guadalajara (México)    | Medalla de oro          | –45 kg                  |
| 2001                    | Córdoba (Argentina)     | Medalla de bronce       | –52 kg                  |